# Andělská tvář
Andělská tvář je český romantický film zasazen do historické Francie, který v roce 2002 natočil režisér Zdeněk Troška. Získal dva České lvy za nejlepší kameru a kostýmy.

## Obsazení
| Michaela Kuklová  | Charlotta Collierová                               |
| Filip Blažek      | Raoul de Mornay                                    |
| Jiří Pomeje       | Filip de Mornay                                    |
| Josef Vinklář     | soudce Pinaud                                      |
| Alena Vránová     | paní Pinaudová                                     |
| Dana Morávková    | Margot                                             |
| Jiří Krampol      | majordom Ludvík                                    |
| Emília Vašáryová  | Collierová, Charlottina matka (mluví Dana Syslová) |
| Hana Křížková     | učitelka hudby Richterová                          |
| Naďa Konvalinková | společnice Richterová                              |
| Barbora Fišerová  | komorná Nicol                                      |
| Marek Vašut       | advokát Leclerc                                    |
| Jan Přeučil       | farář                                              |
| Rudolf Kubík      | Michelet                                           |
| Pavel Skřípal     | Pierre                                             |
| Otakar Brousek    | žalobce                                            |
| Stanislav Fišer   | Galetti                                            |
| Květa Fialová     | matka představená                                  |
| Petr Hanus        | Fauberg                                            |
| Jitka Ježková     | Faubergova sestra                                  |
| Miriam Kantorková | porodní bába                                       |